# Meistriliiga (Eishockey) 2008/09
Die Saison 2008/09 war die 19. Spielzeit der Meistriliiga, der höchsten estnischen Eishockeyspielklasse. Meister wurden die Tallinn Stars.

## Modus
In der Hauptrunde absolvierten die vier regulären Mannschaften jeweils 21 Spiele, während die U20-Nationalmannschaft (Eesti Noortekoondis) als Gastteam zwölf Spiele bestritt. Die vier bestplatzierten Mannschaften qualifizierten sich für die Playoffs, in denen der Meister ausgespielt wurde. Für einen Sieg nach regulärer Spielzeit erhielt jede Mannschaft drei Punkte, für einen Sieg nach Overtime zwei Punkte, bei einem Unentschieden und einer Niederlage nach Overtime gab es ein Punkt und bei einer Niederlage nach regulärer Spielzeit null Punkte.

## Hauptrunde

### Tabelle
|    | Klub                      | Sp | S  | OTS | U | OTN | N  | Tore    | Punkte |
| -- | ------------------------- | -- | -- | --- | - | --- | -- | ------- | ------ |
| 1. | Tartu Kalev-Välk          | 21 | 15 | 0   | 0 | 1   | 5  | 141:69  | 46     |
| 2. | Tallinn Stars             | 21 | 12 | 1   | 0 | 1   | 7  | 131:85  | 39     |
| 3. | Narva PSK                 | 21 | 10 | 2   | 0 | 0   | 9  | 106:104 | 34     |
| 4. | Kohtla-Järve Viru Sputnik | 21 | 8  | 0   | 0 | 1   | 12 | 89:120  | 25     |
| 5. | Eesti Noortekoondis       | 12 | 0  | 0   | 0 | 0   | 12 | 37:126  | 0      |

Sp = Spiele, S = Siege, U = unentschieden, N = Niederlagen, OTS = Overtime-Siege, OTN = Overtime-Niederlage

### Statistik
Topscorer der Hauptrunde wurde Alexander Bogdanow vom Narva PSK mit 45 Scorerpunkten, davon 27 Tore und 18 Assists.
|    |          | Name               | Klub             | Spiele | Tore | Assists | Punkte | PIM | +/- |
| -- | -------- | ------------------ | ---------------- | ------ | ---- | ------- | ------ | --- | --- |
| 1. | Russland | Alexander Bogdanow | Narva PSK        | 21     | 27   | 18      | 45     | 28  | 7   |
| 2. | Estland  | Vassili Titarenko  | Tartu Kalev-Välk | 20     | 25   | 17      | 42     | 10  | 30  |
| 3. | Estland  | Ivan Loginov       | Tartu Kalev-Välk | 20     | 17   | 25      | 42     | 14  | 29  |
| 4. | Finnland | Jussi Nieminen     | Tallinn Stars    | 16     | 17   | 20      | 37     | 30  | 20  |
| 5. | Estland  | Dmitri Kiselevits  | Tallinn Stars    | 19     | 16   | 14      | 30     | 16  | 10  |
| 6. | Estland  | Maksim Ivanov      | Tallinn Stars    | 19     | 12   | 17      | 29     | 10  | 20  |

## Playoffs

### Halbfinale
- Narva PSK – Tallinn Stars 1:2 (4:3, 2:7, 0:3)
- Tartu Kalev-Välk – Kohtla-Järve Viru Sputnik 0:2 (4:5, 4:6)

### Spiel um Platz 3
- Tartu Kalev-Välk – Narva PSK 7:2

### Finale
- Tallinn Stars – Kohtla-Järve Viru Sputnik 3:1 (4:5 n. P., 6:4, 11:0, 7:2)